# Opoutere
Opoutere est une localité et une plage située dans l’Île du Nord de la Nouvelle-Zélande.

## Situation
Elle est localisée sur la berge est de la Péninsule de Coromandel, à l’est de la route State Highway 25 /S H 25 (en), au sud de la ville de Pauanui et au nord de Whangamata.
Le mouillage de ‘Wharekawa Harbour' siège au sud-est,.

## Toponymie
Le nom d'Opoutere signifie « place du poste flottant ».

## Histoire
Les premiers habitants connus dans le secteur furent les Ngāti Hei (en). 
Ils furent supplantés par les Ngāti Hako (en) au milieu du XVIIe siècle, mais les raides par les Ngapuhi durant la guerres des mousquets au début du XIXe siècle av. J.-C. laissa la zone sans population permanente.
Dans les années 1870 et 1880, les prospecteurs d’or vinrent épancher leurs désirs sur les veines de quartz saillantes à la surface du secteur de Wharekewa Harbour, dont il résulta une demi-douzaine de zones  éventrées de recherches de l'or et plusieurs mines, qui furent établies en 1890.
L’exploitation forestière des Kauri fut entreprise aussi dans les mêmes années vers 1890 et dans la foulée, les chercheurs de gomme de kauri (en) arrivèrent aussi.
Au début du XXe siècle, il y avait un village d’environ 50 personnes près de l’embouchure du mouillage, avec un magasin, un boulanger et un bureau de poste.
Une église anglicane fut construite puis elle fut reprise par les fidèles de la secte de Ringatu. 
Comme la forêt disparaissait et l’industrie de la gomme déclinait dans les années 1920, le village déclina aussi.
Vers la fin des années 1930, le magasin ferma et l’église fut abandonnée.
Les fermes et les plantations de pins pour la forêt d’état de Tairua graduellement cicatrisèrent les terrains.
Après la Seconde Guerre mondiale, quelques familles venant d'Auckland et de Hamilton construisirent des  bach ou bungalow de vacances (en) à côté du mouillage et en 1950, un magasin de vacances et un terrain de camping furent ouverts.
Trois petites subdivisions furent établies à la fin des années 1960 et dans les années 1970, mais la communauté locale résista à des projets de développements ultérieurs durant les années 1980.

## Éducation
- L’école d’Opoutere est une école mixte assurant tout le primaire des années 1 à 8, avec un taux de décile de 4 et un effectif de 103 élèves[8].
- Une école native fut d’abord construite en 1908, mais le bâtiment de l’école initiale devint plus tard un hôtel de jeunesse[9].